# Bożena Tokarz
Bożena Maria Pikala-Tokarz (ur. 17 października 1946 w Łodzi) – polska uczona, historyczka i teoretyczka literatury, badaczka dwudziestowiecznej poezji polskiej i słoweńskiej, przekładoznawczyni.

## Życiorys
W 1969 roku ukończyła studia magisterskie na wydziale filologicznym w Łodzi. W 1972 roku uzyskała stopień doktora. W 1987 roku wyjechała na studia na Uniwersytet Clermont-Ferrandu. Od roku 1994 jest profesorem w Instytucie Filologii Słowiańskiej Uniwersytetu Śląskiego w Katowicach. Funkcję kierownika Zakładu Teorii Literatury i Translacji pełni od początku jego istnienia, czyli od 1992 roku.
Zajmuje się teorią literatury i przekładu, poetyką historyczną oraz komparatystyką, bada dwudziestowieczną poezję polską i słoweńską (Krzysztof Kamil Baczyński i France Balantič, Adam Mickiewicz i France Prešeren). Bada typologiczne paralele i rozbieżności współczesnej poetyki pod względem stosunku do tradycji XIX i XX wieku, prądów literackich, stylów i gatunków (poetycki konstruktywizm Srečka Kosovela). Z perspektywy językowo-semiotycznej badała teorię i praktykę polskich przekładów słoweńskiej i słoweńskich przekładów polskiej literatury, między innymi wiersze miłosne Prešerna w polskim przekładzie, poezję Tadeusza Różewicza i Miłosza w przekładzie słoweńskim (‘’Wzorzec, podobieństwo, przypominanie’’, Katowice 1998).
Historyczka literatury Bożena Tokarz wraz z mężem Emilem Tokarzem zajmują się promocją słoweńskiej literatury. Publikują rozprawy o literaturze i języku słoweńskim oraz troszczą się o słoweńskie przekłady i rozwój słowenistyki w Polsce.
Założyli lektorat języka słoweńskiego na Uniwersytecie Mikołaja Kopernika w Toruniu, w Gdańsku oraz Poznaniu. Przyczynili się do powołania słowenistyki na Uniwersytecie Śląskim w Katowicach i Bielsku-Białej. Zachęcają wielu studentów do studiowania słoweńskiej literatury i języka, co przyczynia się do trwałej promocji słoweńskiej kultury w Polsce. Bożena i Emil Tokarzowie są również założycielami Towarzystwa polsko-słoweńskiego w Polsce.
W 2007 roku Bożena Tokarz wraz z mężem Emilem otrzymali międzynarodową Nagrodę Pretnara za  promocję literatury i kultury słoweńskiej w Polsce.

## Wybrane dzieła

### Książki
1. Med destrukcijo in konstrukcijo. O poeziji Srečka Kosovela v kontekstu konstruktivizma. Prev. P. Čučnik. Zbirka Labirinti. Ljubljana 2013, ss. 255.
2. Spotkania.Czasoprzestrzeń przekładu artystycznego. Wydawnictwo Uniwersytetu Śląskiego. Katowice 2010,ss. 274.
3. Między destrukcją a konstrukcją. O poezji Srečka Kosovela w kontekście konstruktywistycznym. Wyd. UŚ. Katowice 2004, ss. 230.
4. Wzorzec, podobieństwo, przypominanie. (Ze studiów nad przekładem artystycznym).Wyd.Śląsk. Katowice 1998, ss. 163.

### Artykuły
1. Czesław Miłosz w przekładzie Tonego Pretnara. W: Przekład artystyczny. T. 2. Zagadnienia serii translatorskich. Red. P. Fast. Katowice: Wyd. UŚ, 1991, s. 106-117;
2. Kilka uwag na temat zjawiska metafory. W: Kryzys tożsamości. Red. B. Czapik i E. Tokarz. Katowice: Wyd. UŚ, 1992. s. 51-59;
3. Obraz poezji Różewicza w Słowenii. W: Przekład artystyczny. T. 4. Różewicz tłumaczony na języki obce. Red. P. Fast. Katowice: Wyd. UŚ, 1993. s. 51-61;
4. Intersubjectivity and intertextuality in literary translation. Forum. vol. 1. Studies in Comparative Literature and Translation. Ed. P. Fast. Katowice - Edmonton 1998, s. 73-84;
5. Kognitywne możliwości przekładu artystycznego. W: Przekład artystyczny a współczesne tendencje translatologiczne. Red P. Fast. Katowice: „Śląsk”, 1998, s.73-81;
6. Konstruktywizm poetycki Srečka Kosovela. W: Z problemów literatury i kultury XX wieku. Prace ofiarowane Tadeuszowi Kłakowi. Red. S. Zabierowski. Katowice: „Śląsk”, 1999, s. 59 – 74;
7. Gazele France Prešerena a Sonety odeskie A. Mickiewicza. V: Prešernovi dnevi v Kranju. Ur. B. Paternu. Kranj: Mestna Občina Kranj, 2000. s. 261-270;
8. Los tragiczny („Pokolenie” K. K. Baczyńskiego). W: Poezja polska. Interpretacje. Red. K. Heska-Kwaśniewicz i B. Zeler. Katowice: „Książnica”, 2000, s. 302-306;
9. Prešernova ljubezenska lirika v polskih prevodih. V: Prevajanje Prešerna. Prevajanje pravljic. Translation of Prešeren. Translation of fairy Tales. 26. Prevajalski zbornik. Ed. Martina Ožbot. Ljubljana: Društvo slovenskih književnih prevajalcev, 2001, s.70-81;
10. Imagery in translation of Polish Poetry (into Slovenian) In: Translation and meaning. Part 6, Eds. B. Lewandowska-Tomaszczyk, M. Thelen. Maastricht: Wyd. Universitaire Pers Maastricht, 2002, s. 283 – 289 (współautor A. Będkowska–Kopczyk);
11. „Trans-Atlantik” v prevodu Nika Ježa. V: Slovenski roman. Obdobja 21. Ur. M. Hladnik. Ljubljana: Univerza v Ljubljani FF, 2003, s.557-566;
12. Stereotyp „ojczyzny” w tłumaczeniu słoweńskim „Trans-Atlantyku” Witolda Gombrowicza. W: Stereotyp a przekład. Red. U. Kropiwiec, M. Filipowicz-Rudek, J. Konieczna-Twardzikowa. Kraków: Księgarnia Akademicka, 2003, s. 211-224;

### Przekłady
1. Dwanaście lat słoweńskiego filmu. V: Opcje. Nr.1/2 = 54/55 (maj 2004), str. 122–131. (COBISS)

### Recenzje
1. Konsekwencje młodopolskiego myślenia o sztuce (recenzja książki pod redakcją M. Podrazy-Kwiatkowskiej: Programy i dyskusje literacki Młodej Polski. Wrocław 1973) „Poglądy”. Katowice 1978, nr 1.
2. Sodobna poljska veda o knjižewnosti v Zagrebški antologiji. (recenzja zagrzebskiej antologii Književna komunikacja. Antologija poljske znanosti o književnosti. „Umetnost riječi”. Zagreb 1974). Slavistična revija”. Ljubljana 1981. z. 2, s. 226-229.
3. Inny obraz Nowej Fali. „Nowe Książki” 1990, nr 8. (recenzja książki S. Stabro: Poeta odrzucony. Kraków 1989).
4. Ogród / Ogród 2: jedna z grup poetycko-artystycznych Nowej Fali. „FaArt” 1993, nr 4.
5. Z polskich studiów slawistycznych (literaturoznawstwo, folklorystyka, problematyka historyczna). Prace na XI Międzynarodowy Kongres Slawistów w Bratysławie 1993 Seria 8. Warszawa 1992, (Energia) ss.170, nbl. 2, „Ruch Literacki” 1995. nr 1. s. 130-132.